# Павле Бабац
Павле Бабац (Макарска, 29. јул 1906 — Београд, 27. јануар 1980) био је пешадијски мајор Југословенске војске и помоћник генералштабног мајора Жарка Тодоровића Валтера, команданта београдских илегалаца Југословенске војске у отаџбини.

## Биографија
Рођен је 29. јула 1906. године у Макарској, од оца Марка и мајке Милице рођене Шарић. Павлов деда по мајчиној линији био је православни свештеник Јован Шарић. Основну школу и гимназију је завршио у Задру. Нижу школу Војне академије у Београду уписује као припадник 51. класе 1922. године. Његови класни другови били су Жарко Тодоровић, син генерала Петра Тодоровића и Петар Чолак-Антић, син генерала Војина Чолак-Антића, док у истој класи је били Рудолф Приморац, Тодор Гогић, Славољуб Врањешевић, Никола Косић, Арсеније Бољевић, Блажо Гојнић и Страхиња Јањић. Сви они су успешно завршили школовање 1. октобра 1925. године када су произведени за потпоручнике. По потреби службе 10. октобра исте године, распоређен за водника пешадијског пука Краљеве гарде. Премештен је 18. јуна 1930. године, на положај командира за везу 8. пешадијског пука „Књаза Александра” у чину пешадијског поручника.
Вишу школу Војне академије у Београду у 34. класи похађао је заједно са Веселином Миситом, Миодрагом Палошевићем, Захаријем Остојићем, Велимиром Пилетићем, Арсом Јовановићем и Николом Косићем. Након завршетка 23. октобра 1934. године одређен је за вршиоца дужности 1. чете 2. пешадијског пука „Књаза Михаила” као пешадијски капетан друге класе. Дана 11. децембра 1936. године унапређен је у чин капетана прве класе. Медаљом за војничке врлине одликован је 1. априла 1937. године. На генералштабној обуци од 1938. до 1939. године, био је заједно са Иваном Фреглом, Карлом Новаком и Ђорђијем Лашићем. У чин пешадијског мајора унапређен је 6. септембра 1940. године. Други светски рат га је затекао на служби у Инспекцији земаљске одбране при Министарству војске и морнарице.

### Други светски рат
Након Априлског рата и немачке окупације 1941. године, почео је да се састаје са југословенским официрима који су избегли заробљеништво. Лета 1942. године састао се манастиру Љубостиња са бригадним генералом Мирославом Трифуновићем и епископом Николајем Велимировићем.
У самици затвора Гестапоа, која се налазила испод степеништа Палате Ратнички дом, провео је 90 дана, што је било најдуже проведено време у самици до тог тренутка. Једно време је провео и у логору на Бањици. Одведен је у логор Хамелбург 13Б, где је носио логорашки број „7879”. Након рата се вратио из заробљеништва и живео у Београду.
Био је у звању стручног сарадника у Одељењу документације Војне енциклопедије, у којем се проверавала тачност свих података, имена, назива, бројева и датума из чланака одређених да уђу у енциклопедију. На тој дужности је пензионисан. Преминуо је 27. јануара 1980. године у Београду.

## Породица
| име                   | слика | век                        | занимање                                                                                              |
| --------------------- | ----- | -------------------------- | --- |
| Марко Бабац (син)     |       | 9. март 1935 —12. јул 2014 | теоретичар филма и режисер,                                                                           |
| мр Душан Бабац (унук) |       | 8. септембар 1969.         | магистар геолошких наука, хералдичар, публициста, члан крунског већа и директор фонда Краљевски двор. |

## Одликовања
- Медаља за војничке врлине (Краљевина Југославија);